# Jan Bender
Jan Oskar Bender (* 3. Februar 1909 in Haarlem; † 29. Dezember 1994 in Hanerau-Hademarschen) war ein Kirchenmusiker und Komponist niederländischer Herkunft, der in Deutschland und den USA tätig war.

## Leben
Jan Bender wurde kurz nach dem Tod seines Vaters geboren. Seine Mutter, die aus Lübeck stammte, kehrte 1922 mit ihren vier Kindern dorthin zurück. Er erhielt ersten Orgelunterricht in der Marienkirche bei Karl Lichtwark und Walter Kraft und wurde eins der ersten Mitglieder des 1928 von Bruno Grusnick gegründeten Lübecker Sing- und Spielkreises. Bender besuchte die reformpädagogisch geprägte Oberschule zum Dom, wo Bernhard Capell sein Musiklehrer war. Als Abschlussarbeit schrieb er ein Streichquartett in d. Von 1930 bis 1933 studierte er in Leipzig Kirchenmusik, unter anderem bei Karl Straube. Nachdem er nach der Machtübernahme der Nationalsozialisten 1933 zunächst nach Amsterdam gegangen war, kam er 1934 wieder nach Lübeck. Dort studierte er vor allem bei Hugo Distler und wurde dessen erster Kompositionsschüler.
Nach Ablegung des A-Examens erhielt Bender eine Stelle an der Lübecker St.-Gertrud-Kirche. Hier wurde er in die Auseinandersetzungen des Kirchenkampfs verwickelt, als er sich Ende 1936 weigerte, bei einem Gottesdienst die Orgel zu spielen, den ein den Deutschen Christen angehörender Pastor halten sollte. Als daraufhin durch einen Bedienungsfehler des Küsters die Orgel versagte, wurde Bender, der der Bekennenden Kirche angehörte, „Orgelsabotage“ vorgeworfen. Am Neujahrstag 1937 wurde er festgenommen und in das Konzentrationslager Sachsenhausen gebracht, wo er bis zum 20. April 1937 in „Schutzhaft“ festgehalten wurde. Im Herbst 1937 erhielt er einen Ruf als Kirchenmusiker an die Lambertikirche in Aurich. Er wurde zur Wehrmacht eingezogen und verlor 1941 vor Leningrad ein Auge. 1944 kam er an der Westfront in US-amerikanische Kriegsgefangenschaft. Dort schrieb er einfache Chorsätze für Lagergottesdienste, die nach seiner Entlassung als Auricher Singbüchlein im Bärenreiter-Verlag veröffentlicht wurden.
Weitere Stationen seines Berufslebens waren zunächst Langen (Hessen) bei Frankfurt am Main und St. Michaelis in Lüneburg. Gastprofessuren führten ihn an die Valparaiso University und University of Denver in den USA. 1960 nahm er einen Ruf als Assistant Professor für Kirchenmusik am Concordia Teachers College in Seward (Seward County (Nebraska)) an, einer Einrichtung der Lutheran Church – Missouri Synod. 1965 wechselte er an die Wittenberg University in Springfield (Ohio), wo er bis 1976 blieb. Er war Mitglied verschiedener Gesangbuch-Kommissionen der Lutherischen Kirchen in den USA.
Mit seiner Frau kehrte er 1976 nach Deutschland zurück und verbrachte seinen Ruhestand in Hanerau-Hademarschen.

## Nachlass
Benders Nachlass, der mehr als 1500 Kompositionen umfasst, befindet sich in der Stadtbibliothek zu Lübeck.

## Werke

### Orgelkompositionen
- Fantasia on „Awake, My Heart, with Gladness“, Concordia, Missouri 1956, No. 97-4467.
- Organ Settings for the Hymn of the Week, Concordia, Missouri 1956, No. 97-1444.
- Phantasy on the Chorale „Come, Holy Ghost, God and Lord“. For Organ, Brass Choir, Tympani, and Cymbal. Concordia, Missouri 1956, No. 97-1443.
- Processional on „All Glory, Laud, and Honor“, Concordia, Missouri 1956, No. 97-1396.
- Toccata, Aria, and Fugue, Concordia, Missouri 1956, No. 97-4396.
- Twenty Short Organ Pieces, Concordia, Missouri 1956, No. 97-3948.

### Chorlieder
- The Lord Is My Light. Motet for double chorus, Concordia, Missouri 1956, No. 97-6339.
- Psalm 130, For four- to six-part mixed chorus with brass choir accompaniment and organ (ad libitum), Concordia, Missouri 1956, No. 97-6325.
- Psalm 150. For five-part mixed chorus with brass choir accompaniment, Concordia, Missouri 1956, No. 97-6278.
- Te Deum laudamus (We Praise Thee, O God). For mixed voices, Concordia, Missouri 1956, No. 97-6273.
- God So Loved the World (SATB), Concordia, Missouri 1956, No. 98-1078.
- He Hath Done All Things Well (SATB), Concordia, Missouri 1956, No. 98-1067.
- He Which Hath Begun a Good Work (SAB), Concordia, Missouri  1956, No. 98-1068.
- Hodie Christus natus est (Christ Is Born Today) SATB, Concordia, Missouri 1956, No. 98-1430.
- Lord, Save Us (SSAB), Concordia, Missouri 1956, No. 98-1160.
- Many Shall Come from the East and West (SAB), Concordia, Missouri 1956, No. 98-1096.
- Now Unto Him That Is Able (SATB), Concordia, Missouri 1956, No. 98-1079.
- The Word Was Made Flesh (SATB), Concordia, Missouri 1956, No. 98-1431.
- Come, Ye Faithful, Raise the Strain (SA), Concordia, Missouri 1956, No. 98-1565.
- Collection - Sing to the Lord a New Song. A Primer of Christian Song Full Music Edition, Concordia, Missouri 1956, No. 97-1420.

### Liturgisches Material
- Introits for Lent and Holy Week, Concordia, Missouri 1956, No. 98-1365.
- Sentences for the Seasons, Concordia, Missouri 1956, No. 98-1461.
- The Order of Holy Communion (Full Score), Concordia, Missouri 1956, No. 97-1434.
- The Order of Holy Communion (Melody Edition), Concordia, Missouri 1956, No. 97-6322.

### Schriften
- Bruno Grusnick, Hugo Distler und ich. In: Rolf Saltzwedel, Klaus D. Koch: Festschrift für Bruno Grusnick: zum 80. Geburtstag. Hänssler, Stuttgart 1981, ISBN 3-7751-0637-5, S. 23–25.